# Adolf Metzner
Adolf Metzner (Alemania, 25 de abril de 1910-5 de marzo de 1978) fue un atleta alemán especializado en la prueba de 400 m, en la que consiguió ser campeón europeo en 1938.

## Carrera deportiva
En el Campeonato Europeo de Atletismo de 1934 ganó la medalla de oro en los 400 metros, llegando a meta en un tiempo de 47.9 segundos, por delante del francés Pierre Skawinski (plata con 48.0 segundos) y del sueco Bertil von Wachenfeldt.